# Loxomorpha cambogialis
Loxomorpha cambogialis is een vlinder uit de familie van de grasmotten (Crambidae), uit de onderfamilie van de Spilomelinae. De wetenschappelijke naam van deze soort is voor het eerst gepubliceerd in 1854 door Achille Guenée.
De spanwijdte bedraagt 21 millimeter.
De soort komt voor in Florida, Cuba, Jamaica, Puerto Rico, de Britse Maagdeneilanden, 
Curaçao, Venezuela, Brazilië, Ecuador, Peru en Argentinië.